# Метод локусов
Ме́тод ло́кусов (от лат. loci мн.число от locus – местоположение; другие названия — метод мест, дворец памяти, чертоги разума, пространственная мнемоника) — мнемонический (то есть помогающий развитию памяти) метод, изложенный ещё в древнеримских трактатах, посвящённых риторике. Основан на мысленно-пространственных ассоциациях, целью которых является создание, упорядочивание и дальнейшее использование всего содержимого человеческой памяти. Использование подобного метода упорядочивания и хранения информации можно наблюдать во многих трудах по психологии и нейрологии, при том, что он использовался также в первой половине XIX века в работах на тему риторики, логики и философии.

## Описание
Практически все известные нам нюансы тренировок памяти времён античности были описаны между 86 и 82 гг. до н. э. в коротком анонимном учебнике «Риторика для Геренния».
Метод локусов часто называют «умственной прогулкой». В сущности метод заключается в развитии памяти посредством визуализации: создании в своём воображении пространства, в котором можно хранить огромное количество информации. Иными словами, человек запоминает, например, план какого-либо здания или местоположение магазинов на определённой улице, или других географических объектов, состоящих из определённого числа различных локаций (мест). Когда человеку, использующему описанный метод, требуется запомнить какие-либо факты, он как бы отправляется на прогулку по упомянутым выше локациям и ассоциирует какой-либо факт (например число, которое требуется запомнить) с одним из объектов своего «Дворца Памяти», путём формирования своего рода изображения, логически объединяющего требуемый для запоминания факт и отличительную особенность расположения (например, комнату во Дворце или предмет, находящийся в этой комнате).
Этот метод часто используют на соревнованиях мнемоников, когда конкурсанты должны запомнить по 500 разных цифр за 15 минут или последовательность 100 предметов, на запоминание которых даётся всего по несколько секунд. С 1991 года проводятся чемпионаты мира по запоминанию. На первом, прошедшем в Лондоне, победил британец Доминик О’Брайен. В настоящее время соревнования проводятся в 30 странах мира по следующим дисциплинам: абстрактные изображения, слова, имена и лица, карты на скорость, последовательность карт за час, числа на скорость, числа за час, двоичные числа на скорость, исторические даты, числа на слух. Зачастую процессы, играющие ключевую роль в работе памяти, наталкиваются на проблемы психологического и физиологического характера.